# 대한독립만세 태극기
'대한독립만세' 태극기는 충청남도 천안시 목천읍, 독립기념관에 있는 일제강점기의 태극기이다. 2008년 8월 12일 대한민국의 국가등록문화재 제387호로 지정되었다.

## 개요
가늘고 긴 삼각형 형태의 깃발 속에 제작된 태극기이다. 미국에서 광복 전에 제작된 것으로 추정되며 미국에서의 독립운동 관련 태극기 변천사연구의 귀중한 자료이다.

## 참고 자료
- 대한독립만세 태극기 - 국가유산청 국가유산포털